# كارو كاكنامي
كارو كاكنامي (柿並 薫) هو لاعب كرة قدم. ولعبت مع منتخب اليابان لكرة القدم للسيدات.